# بيرت داي
بيرت داي (بالإنجليزية: Bert Day)‏ هو لاعب كرة قدم أسترالية أسترالي، ولد في 29 مارس 1894، وتوفي في 15 مايو 1949.

## وصلات خارجية
- بيرت داي على موقع AustralianFootball.com (الإنجليزية)
- بيرت داي على موقع AFLtables.com (الإنجليزية)